# Schloss Hartenstein

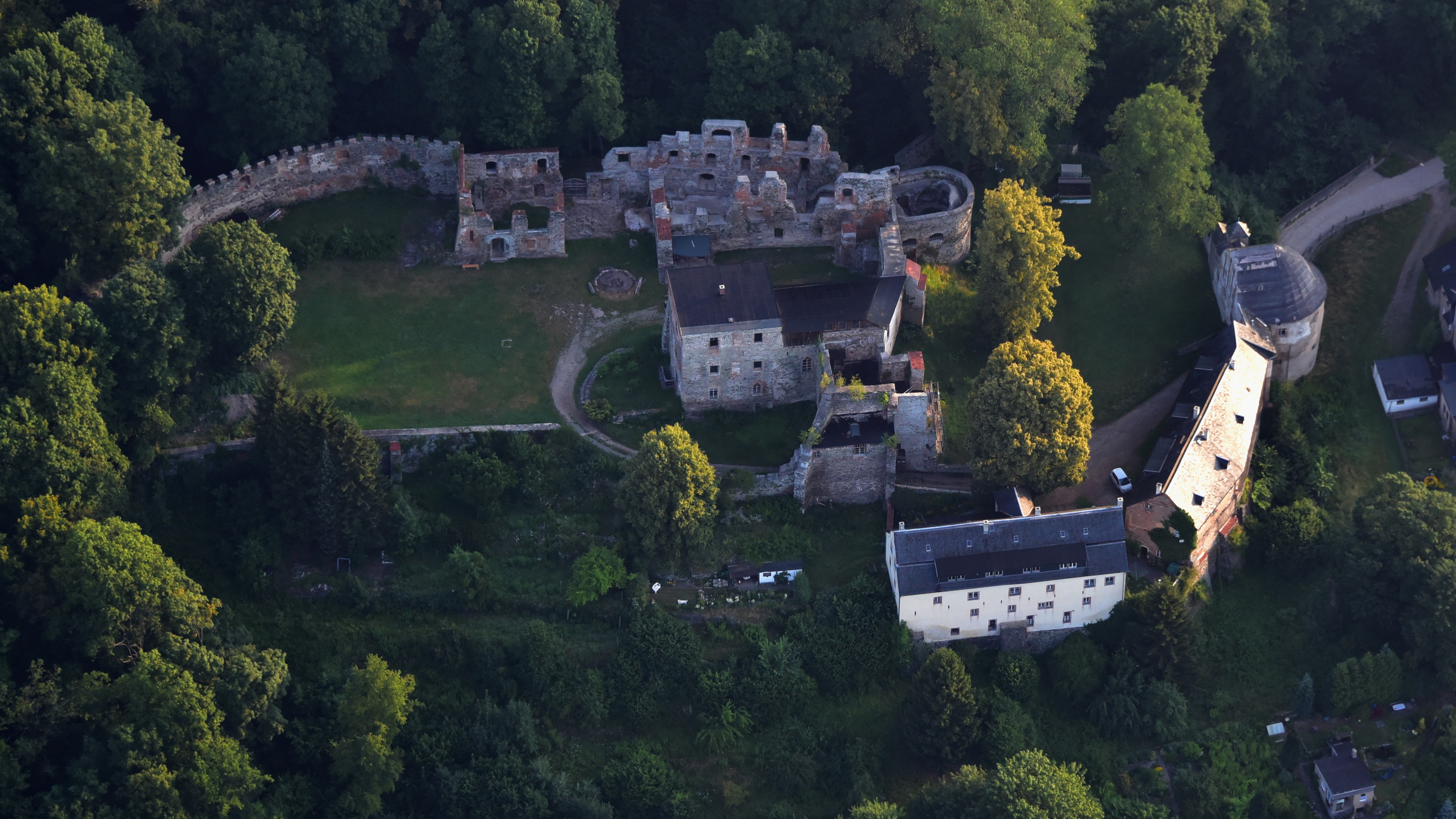
Luftaufnahme der Anlage von Süden, mittig Kernschlossruine mit Rondell und Torturm (mittig unten), rechts: Vorburg mit deren Torturm, 2018

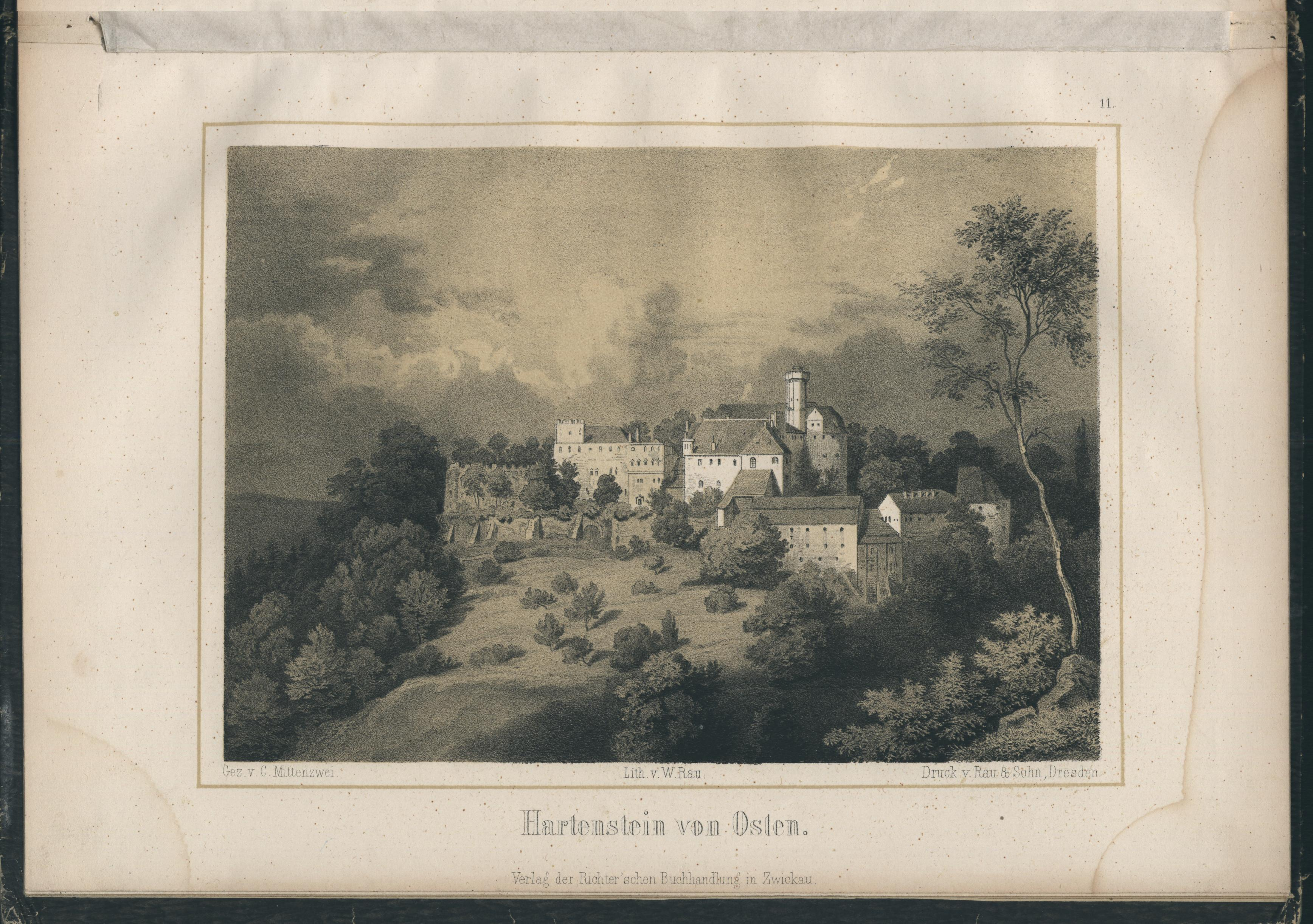
Schloss und Vorburg 1859 (die Ansicht ist hier von Süden statt wie angegeben von Osten!)

Das sächsische Schloss Hartenstein ist eine Schlossruine im Erzgebirge, südöstlich von Zwickau in der Stadt Hartenstein. Nicht weit von der Schlossruine befindet sich im Tal der Zwickauer Mulde die Burg Stein. Vor der Zerstörung betitelte der Volksmund das Schloss als „Perle des Erzgebirges“. Es war der einzige neogotische Schlossbau im Erzgebirge.
Verschiedene Sagen ranken sich um das Gemäuer. Als besonders hartherziger Burgherr taucht Ernst II. von Schönburg in der Sage vom Wilden Grafen auf.

## Lage
Im Osten von Hartenstein auf einem nach Westen gerichteten Bergsporn (Schloßberg, Hagk, Haagsberg) über dem Thierfelder Bach.

## Geschichte
Mit Beginn der bäuerlichen Besiedelung des Erzgebirges wurde um 1150 auf einem Plateau über dem Thierfelder Bach eine Wehranlage auf reichsunmittelbarem Territorium errichtet. Diese Anlage wurde im Laufe der Zeit erweitert und ausgebaut. Sie schützte wohl die Straße, die von Altenburg kommend über Zwickau, Hartenstein, Grünhain und Schlettau nach Preßnitz in Böhmen führte.
Im Jahr 1286 sind für Hartenstein Burgmannen („burgenses“) urkundlich belegt.
Erster bekannter Besitzer der damaligen Burg war Meinher I. von Werben aus dem Geschlecht der Meinheringer, der im Jahr 1173 Burggraf von Meißen war und auch das Klösterlein Zelle bei Aue gegründet hatte. Ab 1323 führten die Meinheringer auch den Titel „Graf von Hartenstein“. 1406 geriet Heinrich I. von Werben, Sohn des Meinher V., in finanzielle Not. Er musste am 2. Juli 1406 von Veit I. von Schönburg ein Darlehen in Höhe von 8000 Gulden aufnehmen und übertrug dem Schönburger für 8 Jahre Burg und Grafschaft Hartenstein mit dem Recht des Wiederkaufs als Pfand. 1414 wird diese Frist um weitere zwei Jahre verlängert.
Ab 1406 war daher die Grafschaft Hartenstein mit den zugehörigen Dörfern, Wäldern und Burgen an die Schönburger verpfändet. Als Heinrich I. von Werben die Pfandsumme nicht zurückzahlen konnte, wurden die Schönburger die neuen reichsunmittelbaren Herren. Mit einem Schreiben an den böhmischen König Wenzel IV (1361–1419), bat Heinrich I. von Werben um die Belehnung Veit des I. von Schönburg mit Hartenstein, was am 30. April 1417 auf dem Konzil in Konstanz schließlich durch den deutschen König Sigismund (1368–1437) urkundlich bestätigt wurde. Die Grafschaft Hartenstein war schon unter den Meinheringern böhmisches Reichsafterlehen geworden.
Als am 15. oder 16. Juni 1426 der junge Meißner Burggraf Heinrich II. von Hartenstein aus dem Geschlecht der Meinheringer in der Schlacht bei Aussig gegen die Hussiten fiel, nahm der sächsische Kurfürst Friedrich der Streitbare kurzerhand alle Besitzungen des Burggrafen im Raum der Mark Meißen in Besitz. Zur gleichen Zeit bemächtigten sich die Schönburger der Grafschaft Hartenstein mit der Burg Hartenstein an der Zwickauer Mulde. Unabhängig davon setzte König Sigismund am 21. Juli 1426 Heinrich X. in das Amt des Burggrafen zu Meißen ein und belehnte ihn mit der Grafschaft Hartenstein. Vergeblich klagte dagegen der aus dem Hause Reuß stammende Heinrich I., wie er sich jetzt als Burggraf zu Meißen und Herr von Hartenstein nannte. Im Nachhinein bestätigte König Albrecht II. mit dem Schiedsspruch von Preßburg im Jahr 1439 die geschaffene Situation. Heinrich von Reuß, „Herr von Hartenstein“, verblieb nur dieser Titel (Burggraf von Hartenstein). Burg und Herrschaft Hartenstein blieben im Besitz der Schönburger. Als Trost über den Verlust ließ Heinrich X. von Reuß („Heinrich I. von Hartenstein“) bei Buchau in Böhmen die Burg Neuhartenstein errichten.
Siehe dazu auch: Burg Hungerberg (alte Burg von Buchau).
1439 heiratet Veit II. von Schönburg Anna von Plauen aus dem Hause Reuß. Damit werden die langjährigen Differenzen zwischen beiden Familien über das Besitzrecht an der Grafschaft Hartenstein (mit den Burgen Hartenstein und Stein) beigelegt.
Am 4. Mai 1439 wird mit dem Preßburger Machtspruch die Lehnshoheit über die Grafschaft Hartenstein – mit den Burgen Hartenstein und Stein – an das Kurfürstentum Sachsen übertragen.
1485 geht die Lehnshoheit über die Grafschaft Hartenstein – mit den Burgen Hartenstein und Stein – nach der Leipziger Teilung auf die albertinische Linie der Wettiner über. Somit war Burg und Herrschaft Hartenstein kursächsisches Reichsafterlehen der Herren von Schönburg geworden.
Das Gebiet der nunmehrigen Schönburgischen Herrschaften reichte bis tief ins westliche und mittlere Erzgebirge, das Territorium der oberen Grafschaft Hartenstein um Elterlein und den Fichtelberg musste jedoch zum Teil im Jahr 1559 an den sächsischen Kurfürsten verkauft werden.
Bereits unter Veit I. von Schönburg (erstmals 1370 erwähnt, † zwischen 1421 und 1423), Herr zu Waldenburg, wurde die Burg Hartenstein umgebaut.
1388 wurde Veit I. von Schönburg, Herr der Burg Hartenstein, in Burg Waldenburg belagert von den Markgrafen von Meißen, da er in der Rabensteiner Fehde die Burg Rabenstein und das Kloster Chemnitz überfallen hatte.
Im 16. Jahrhundert wurde die Burg unter Ernst II. von Schönburg (1484–1534), Herr zu Glauchau und Waldenburg, zu einem Schloss umgebaut. Auf diese Umbauten verweist die Jahreszahl 1530 und ein schönburgischer Wappenstein über dem Tor der Kernburg. 1572 ließ Hugo II. von Schönburg-Waldenburg († 1606) weitere Umbauten oder Reparaturen vornehmen. Hugo II. wurde durch einen Erbteilungsvertrag am 21. November 1582 alleiniger Besitzer der Herrschaft Hartenstein mit den Burgen Hartenstein und Stein. 1584 wurde die ehemalige Rüstkammer in der Kernburg zu einer Kapelle umgebaut. 1606 erfolgte der Neubau des Schlossturmes (der Kernburg).
Anfang des 19. Jahrhunderts erfolgte durch Fürst Friedrich Alfred von Schönburg ein Umbau im Stile der Neogotik, der im frühen 20. Jahrhundert (vor 1945) teilweise rückgängig gemacht wurde. Die Anlage hatte einen ovalen Grundriss und bestand bis Ende April 1945. In den letzten Kriegstagen verschanzten sich SS-Einheiten im Hartensteiner Wald, worauf das Schloss durch amerikanische Bomben am 20. April 1945 fast vollständig zerstört wurde. Die erhalten gebliebenen Gebäude des äußeren Schlosshofes wurden nach dem Krieg zu Wohnzwecken genutzt. Die Ruine selbst diente als Freilichtbühne.
Seit 2002 bemüht sich der Förderverein „Schlossruine Hartenstein e. V.“ um den Erhalt und teilweisen Wiederaufbau des Schlosses.

### Altenburger Prinzenraub
Nach dem Altenburger Prinzenraub (in der Nacht zum 8. Juli 1455) übergibt die eine Truppe der Entführer unter den Rittern Wilhelm von Mosen und Wilhelm von Schönfeld den jungen Prinzen Ernst von (Kur-)Sachsen am 11. Juli 1455 angeblich auf Burg Hartenstein an Friedrich XX. von Schönburg (seit 1446 Herr von Waldenburg und Mitbesitzer von Glauchau) gegen Zusicherung der Straffreiheit. Die Entführer mussten Sachsen für immer verlassen (Exil). Friedrich XX. geleitet den Prinzen von hier nach Chemnitz zu seinem Vater, dem Kurfürsten Friedrich den Sanftmütigen (1428–1464).
Laut anderen Quellen soll die Übergabe aber auf Burg Stein bei Hartenstein erfolgt sein (und der Prinz wurde wohl erst danach ins Hartensteiner Schloss gebracht).

### Geschichte der Schlosskapelle
1584 ließ Hugo II. von Schönburg (1559–1606) die Rüstkammer in eine Kapelle umbauen. Anlass war seine große Liebe zu seiner kränklichen Gattin Agnes (1567–1588), geb. Reuß von Plauen, mit der er von 1582 bis 1588 zusammenlebte. Erster Hofprediger wurde hier Magister Johannes Zechendörffer. Otto Ludwig von Schönburg (1643–1701) ließ die Kapelle erneuern und im Jahre 1696 einweihen. Nach dessen Gemahlin, Sophie-Magdalene (1651–1726), geb. Gräfin von Leiningen-Westerburg, wurde die Kapelle nun Sophienkapelle genannt.

### Hofnarr Streitenberger auf Schloss Hartenstein

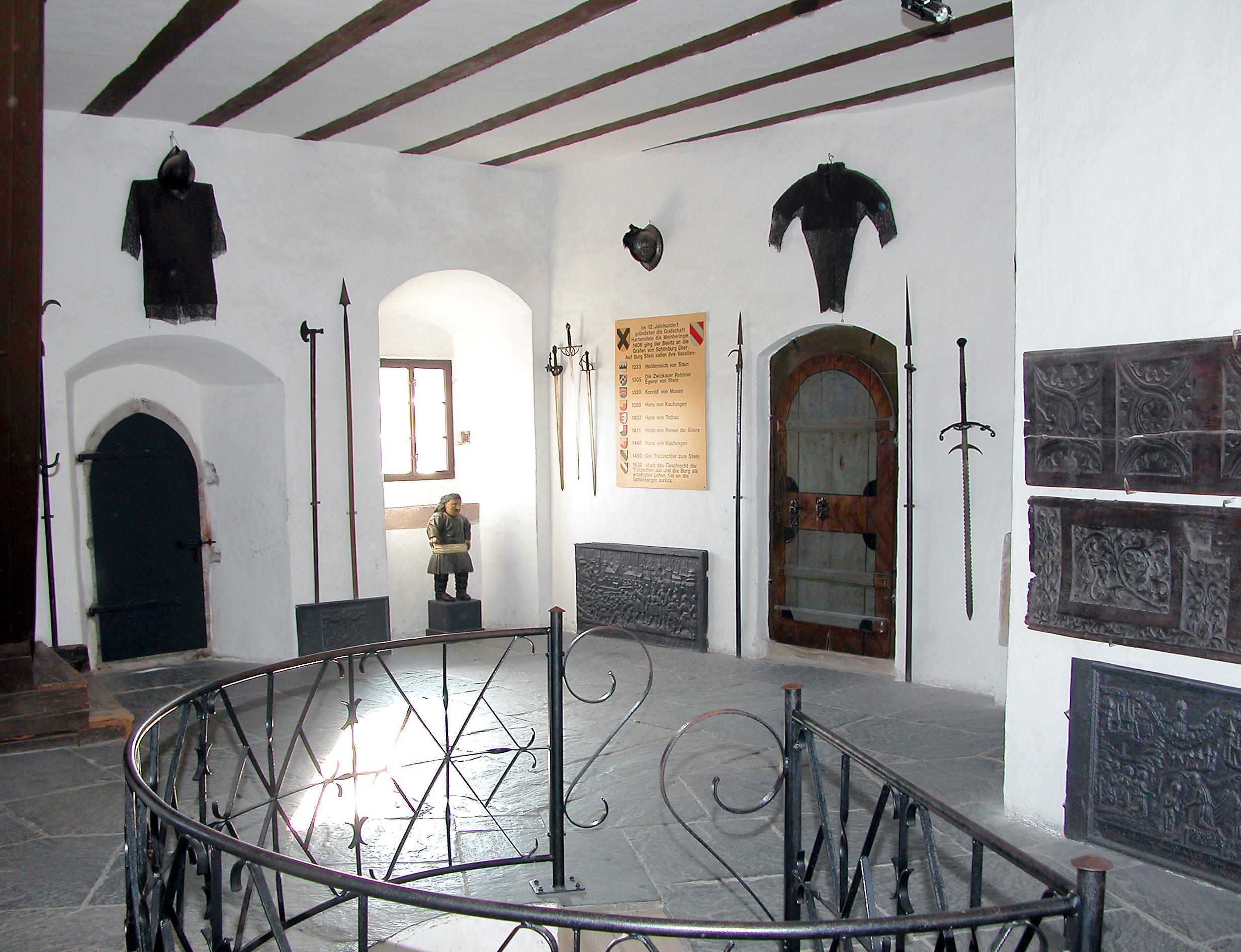
Holzfigur des Hofnarren Streitenberger im Museum der Burg Stein

Unter Otto Ludwig von Schönburg-Hartenstein (1643–1701) diente ein zwergenwüchsiger Hofnarr namens Streitenberger auf dem Hartensteiner Schloss. Er war zu seinen Lebzeiten als „Manschettenhans“ so populär, dass man nach seinem Tode eine farbig bemalte Holzfigur in Lebensgröße von ihm anfertigen ließ. Diese Figur befindet sich heute im Burgmuseum der Burg Stein bei Hartenstein. Man nimmt an, dass Streitenberger aus Böhmen stammte (wohl versehentlich wird widersprüchlich auch ausgesagt, er habe auf Burg Stein gedient und sei hier der letzte Hofnarr gewesen).

### Schlosshauptmänner
Am 2. Dezember 1586 wurde Johann Heinrich von Lindenau auf Schloss Hartenstein geboren.
Sein Vater Heinrich von Lindenau, Besitzer von Niederschöna, diente auf Schloss Hartenstein bei den Schönburgern als Schlosshauptmann.

## Ehemalige Burganlage und Renaissanceschloss

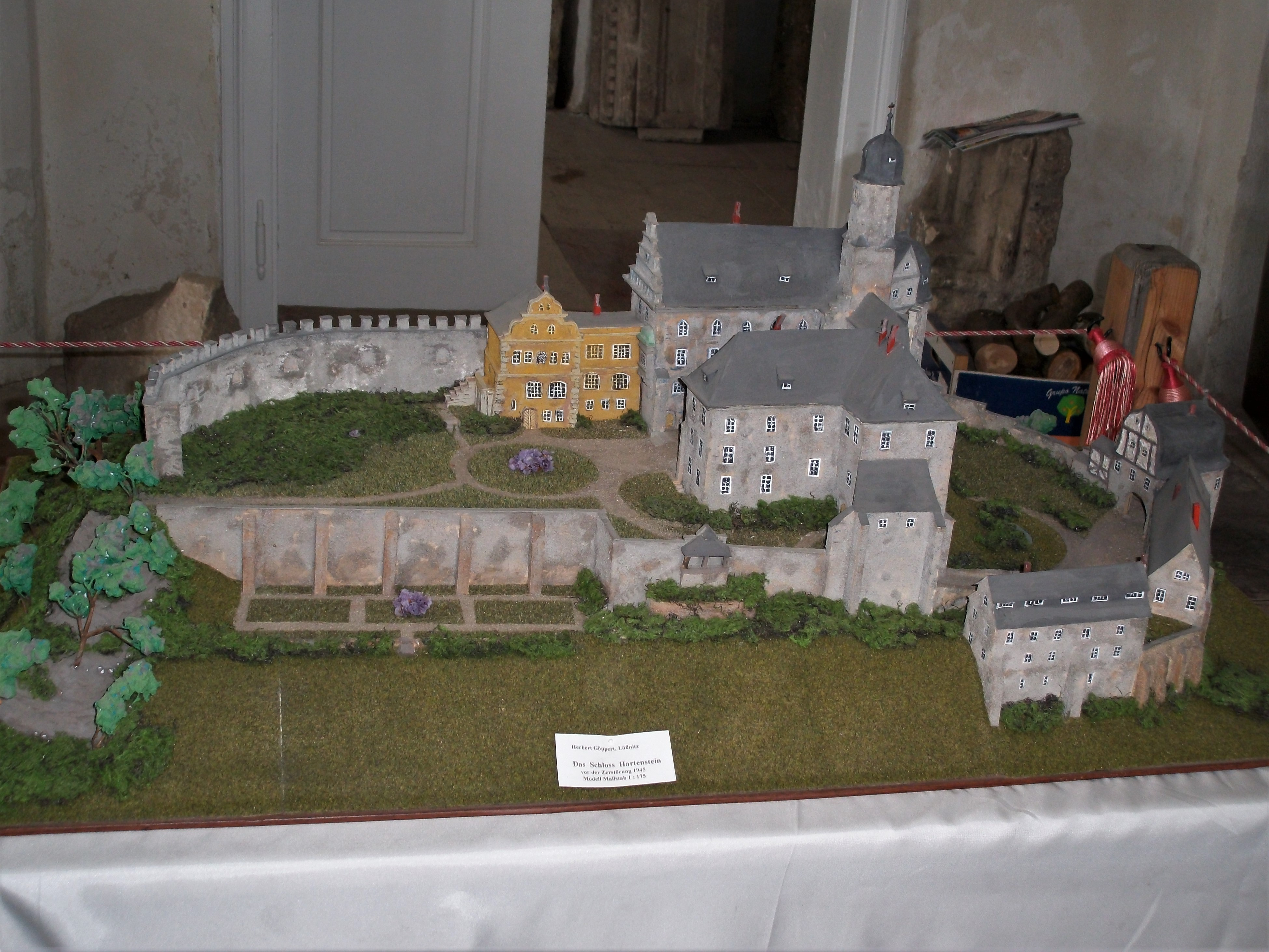
Modell von Schloss Hartenstein (Sachsen) vor der Zerstörung 1945

Heute noch vermitteln die erhaltenen Gebäude der Vorburg mit deren Torturm an der Ostseite und die Ruinen des ehemaligen Schlosses/der Kernburg – westlich der Vorburg – einen Eindruck von der Größe und Bedeutung der Hartensteiner Burg.

### Kernschloss
Im Süden, Westen und Südwesten war das Kernschloss ursprünglich von einer Ringmauer mit Graben und Wall umgeben.
Offensichtlich mittelalterlichen oder spätmittelalterlichen Ursprunges sind heute (2019) in der Ruine des Kernschlosses das spätgotische Rondell, das vor dessen Ostseite vorragt, und die wohl noch ältere Toranlage (Torturm?) der Kernburg an deren Südostecke. Die Torfahrt der Kernburg führt nach Osten in die Vorburg. Über dem gotischen Portal (Ostseite/Vorburgseite, Einfahrt zur Kernburg) befindet sich noch heute ein alter schönburgischer Wappenstein und die Jahreszahl 1530, welche auf einen Umbau der Burg zum Schloss unter Ernst II. von Schönburg verweisen.
Weitere Einblicke in den Aufbau der ehemaligen Burganlage liefert eine Abbildung des Hartensteiner Renaissanceschlosses auf einem schönburgischen Stammbaum, datiert um 1760 (Original im Museum Schloss Hinterglauchau), also im Barockzeitalter. Hier ist am westlichen Ende des Burgberges ein querstehendes breites Gebäude im Stile eines Palas, einer Kemenate oder eines Breitwohnturmes zu sehen. Dieses Gebäude existiert heute nicht mehr.
Es kann wohl davon ausgegangen werden, dass es ein mittelalterlicher Palas war. Bemerkenswert sind die Gemeinsamkeiten zur benachbarten Burganlage Wildenfels. Burg Wildenfels zeigt noch heute am westlichen Ende ihres langgestreckten Burgberges einen querstehenden hochmittelalterlichen Palas (datiert 1170–1180), hier „Kornhaus“ genannt, als ältesten erhaltenen Teil dieser Burg. Die Parallelen zwischen beiden Burgen sind diesbezüglich bemerkenswert.
Der Historiker Leo Bönhoff vermerkt auf seiner Karte der „Alten Grafschaft Hartenstein“ für das Jahr 1406 als Hauptburgen der niederen Grafschaft Hartenstein die Burgen Hartenstein und Wildenfels neben weiteren kleinen Burganlagen. Auf der genannten Abbildung – um 1760 – ist das hochaufragende Kernschloss als Bau der Renaissance mit mehreren Zwerchhäusern abgebildet. Das Dach wird von einem Turm (Bergfried?) inmitten dieses Baues überragt, der eine Welsche Haube mit Laterne trägt.
Das Kernschloss und der mutmaßliche Palas wurden insgesamt von einer vorgelagerten Ringmauer umschlossen. Zwischen Kernschloss und Palas befand sich an der Nordseite der Kernburg ein wohl hölzerner Wehrgang/Galerie, der bis zu einem östlich an den Palas angebauten Gebäude reicht. Die Dachformen und Giebel der Zwerchhäuser des Kernschlosses und Palases zeigten den Stil der Frührenaissance (schlichte Dreiecksgiebel) ähnlich denen an Schloss Rochsburg, Schloss Lichtenstein und Burg Stein.
Es sei hier noch darauf hingewiesen, dass auch die benachbarte Burg Lichtenstein der Herren von Schönburg offenbar einen querstehenden Palas am südlichen Ende ihres Bergspornes hatte (in diesem Südflügel des Schlosses fand man um 2018 im gotischen sogenannten Rittersaal unter Verputz ein altes schönburgisches Wappen), auf alten Ansichten dieses Schlosses ist dieser hochaufragende Südflügel deutlich erkennbar.

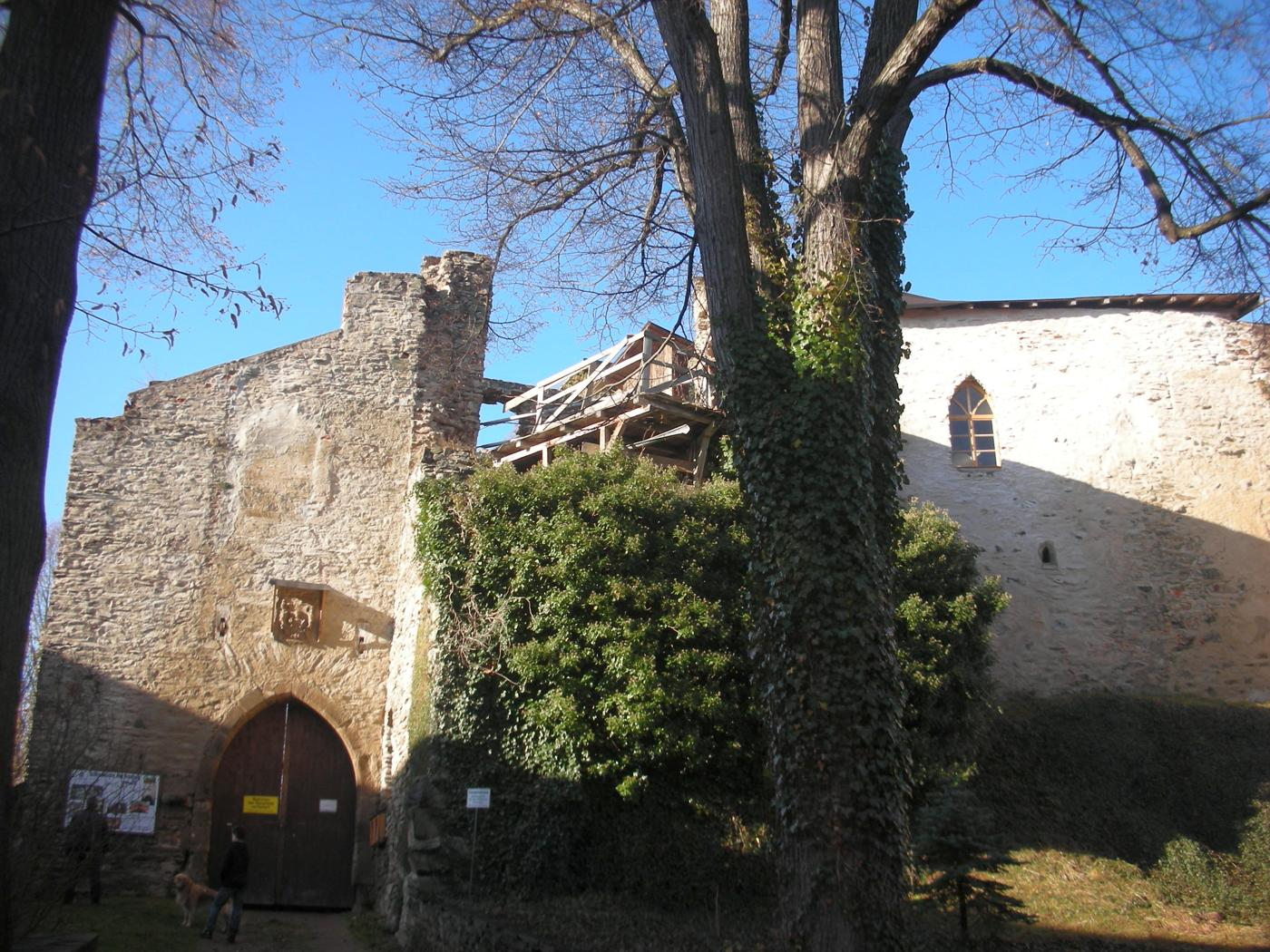
Inneres gotisches Tor der Kernburg (Ostseite) mit schönburgischem Wappenstein mit Jahreszahl 1530 und den erhaltenen Rollen einer Zugbrücke
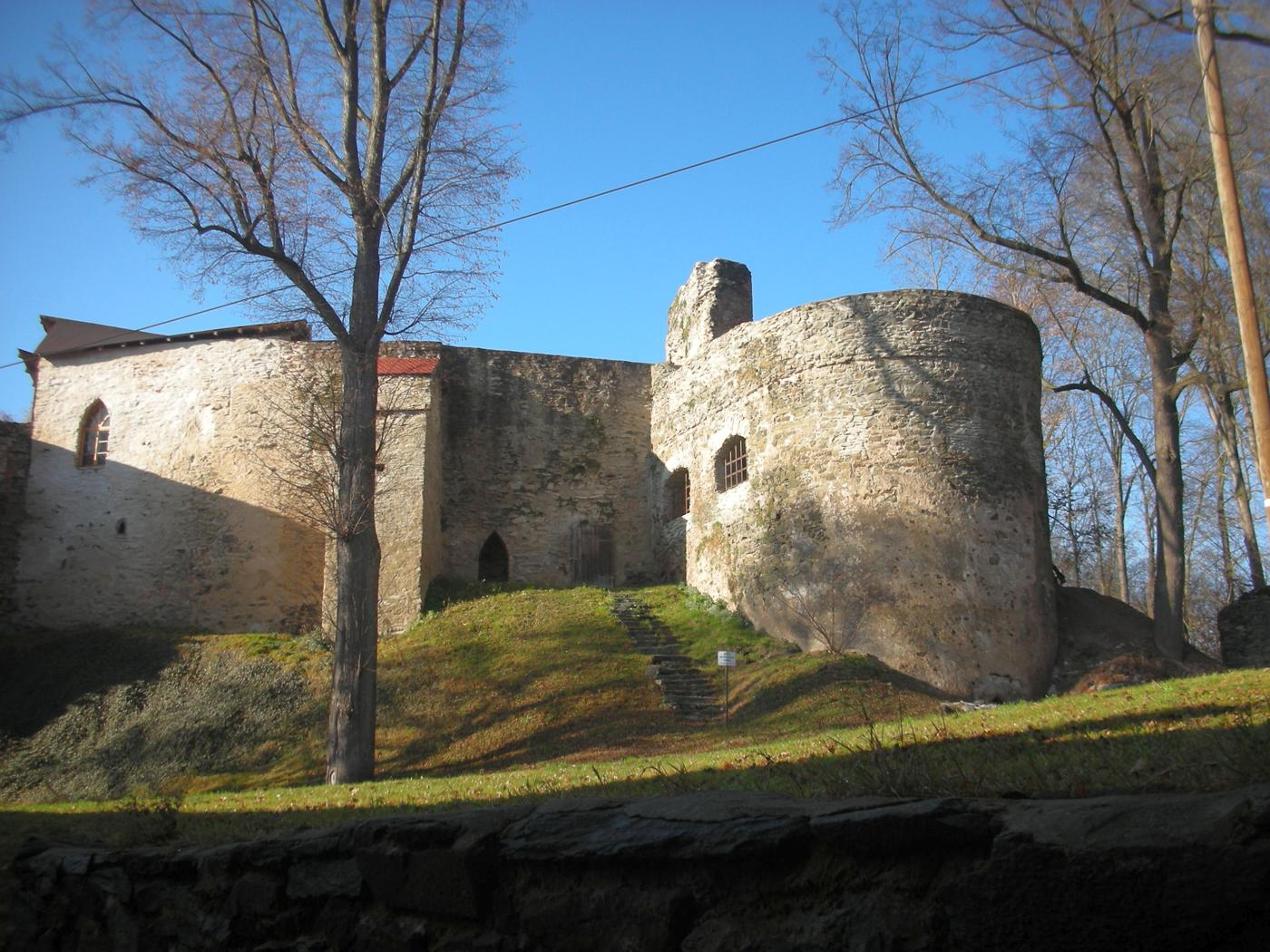
Rechts vom Innentor der Kernburg: gotisches Rondell (davor die unter Schutz stehenden „Hochzeitseichen“)
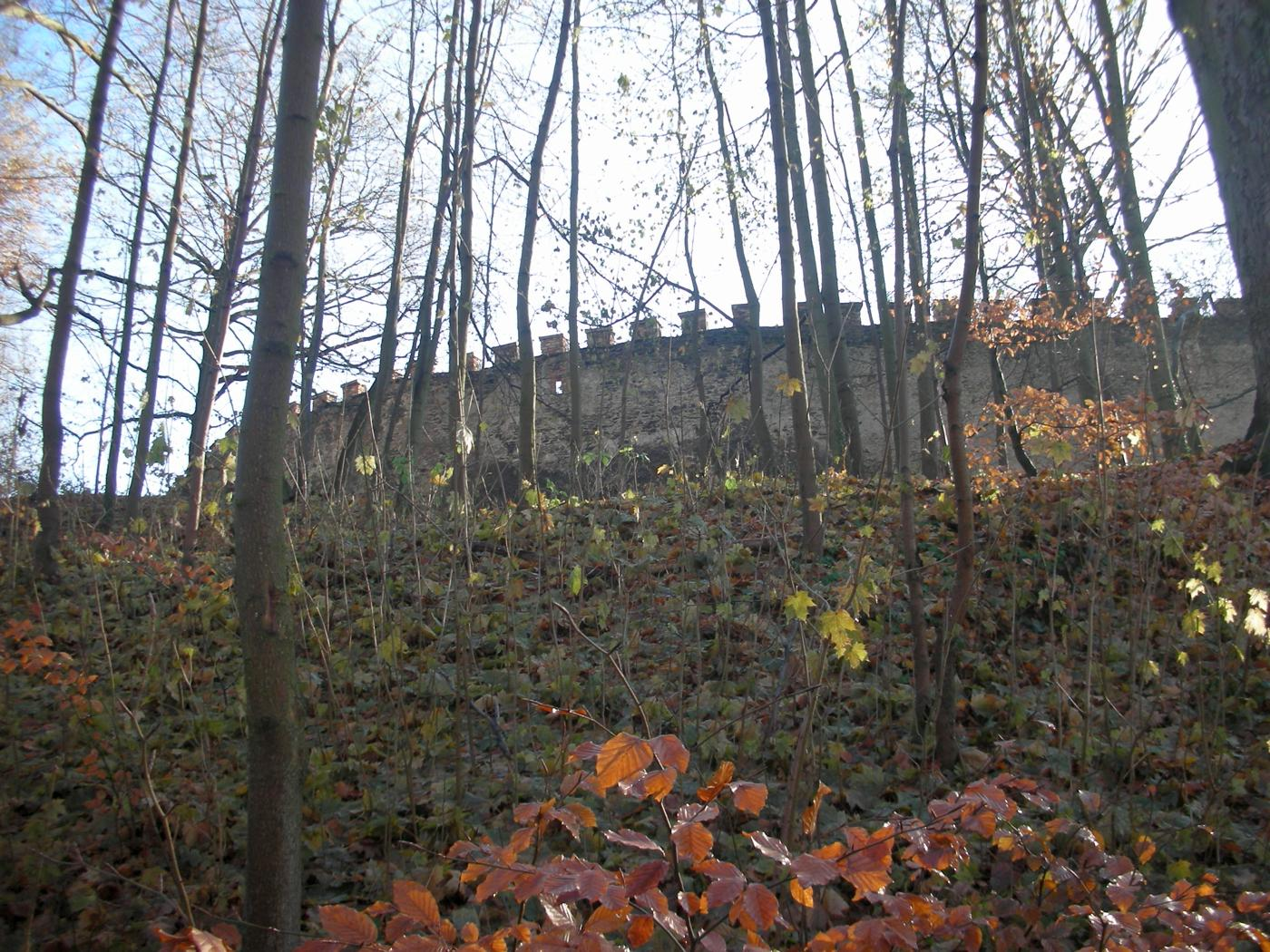
Ringmauer an Nordseite des Kernschlosses

### Vorburg
Vor der Ostseite der Kernburg liegt die Vorburg, deren Gebäude auch heute (2019) noch teilweise bewohnt werden. Der Graben, der zwischen Kernburg und Vorburg sicher einmal bestand, wurde wohl verfüllt. Der Torturm an der Ostseite der Vorburg hat eine nach Nordosten ausgerichtete Torfahrt. Diese wehrtechnische Besonderheit spricht ebenso wie das spitzbogige Torgewände für eine Erbauung des Torturmes in der Gotik/Spätgotik.
Im Areal der Vorburg sind auf der alten Ansicht des Renaissanceschlosses um 1760 neben der Umfassungsmauer ein Gebäude mit dem noch heute erhaltenen Torturm – und der ihm vorgelagerten Brücke über den Halsgraben der Vorburg – abgebildet. Des Weiteren umfasst eine Mauer den östlichen Bereich vor der Vorburg, der ebenfalls Gebäude aufweist (Wirtschaftshof).

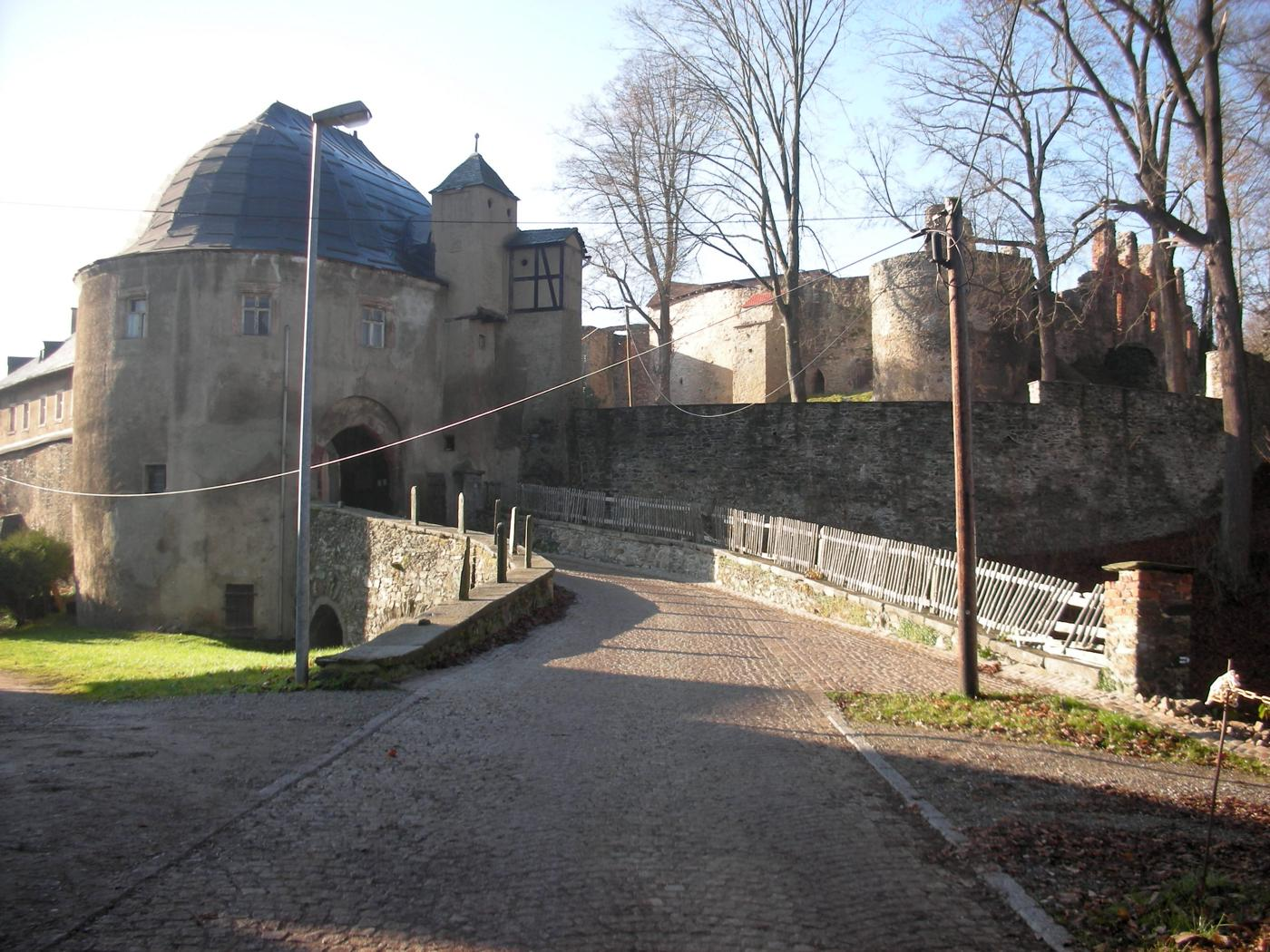
Gotischer Torturm mit vorgelagerter Bogenbrücke an der Ostseite der Vorburg
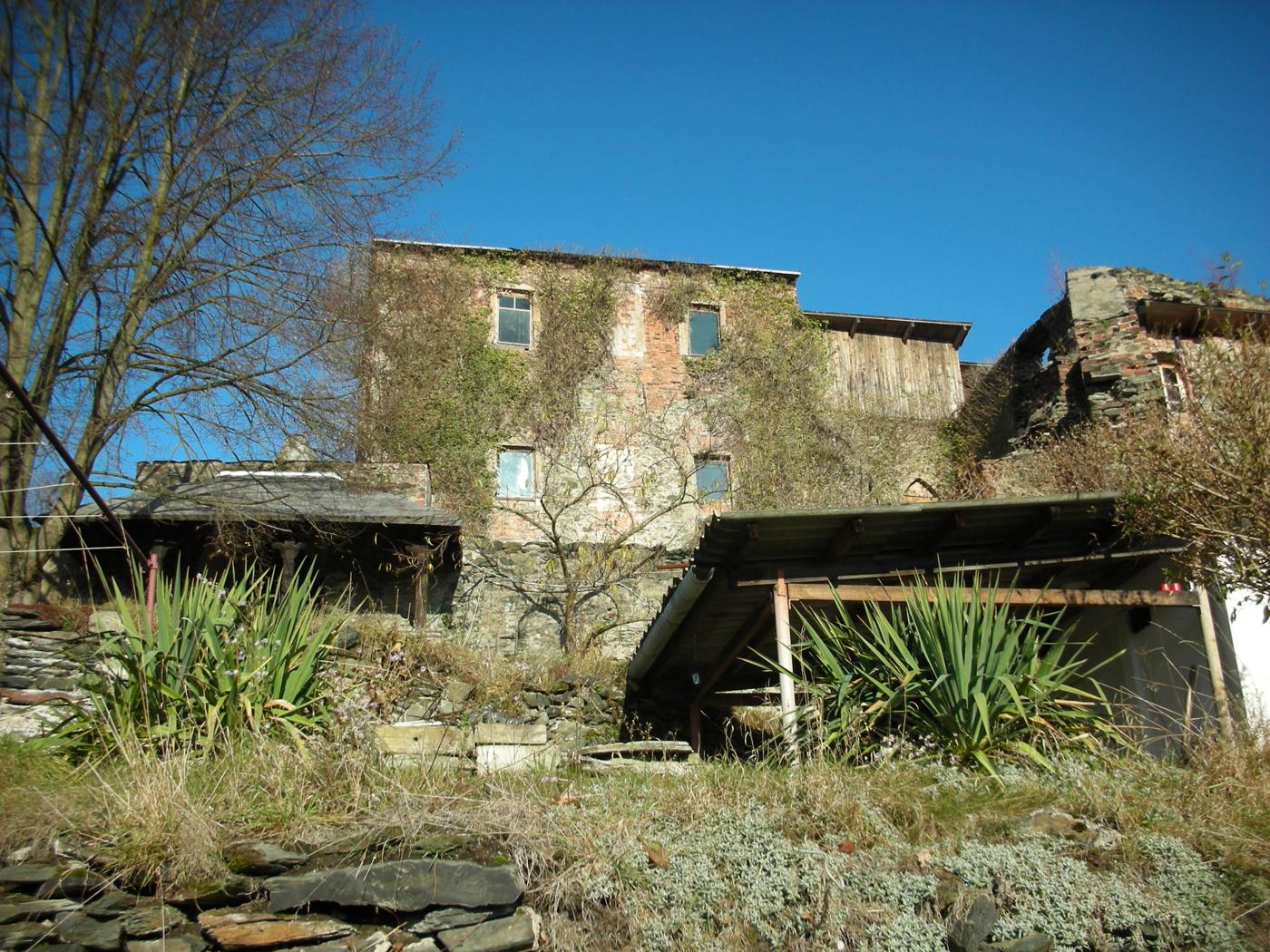
ehem. Gebäude der Vorburg an deren Südseite, 2012 (vor Neubau?)
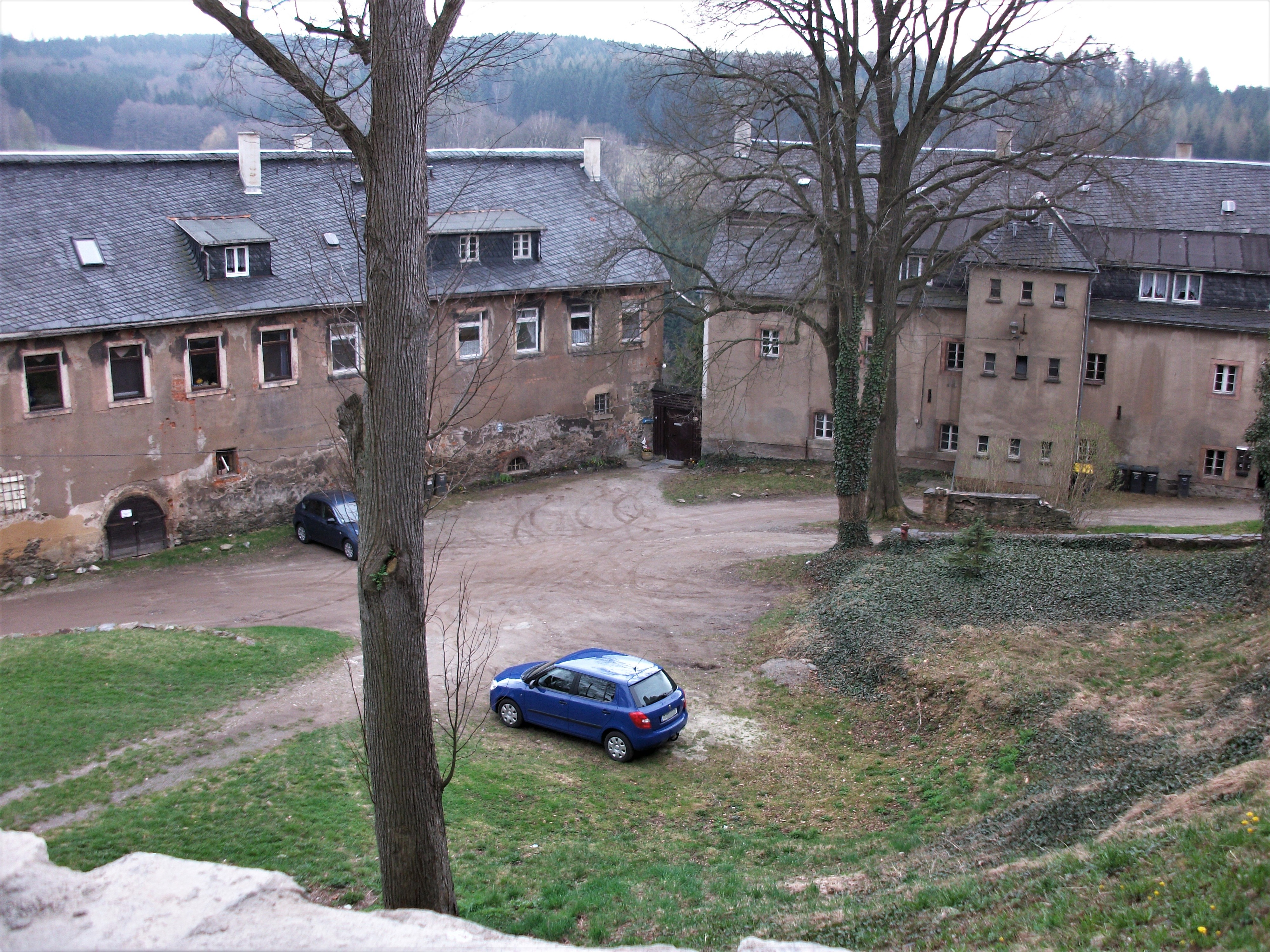
Schloss Hartenstein, Vorburg und Malzhaus

### Wirtschaftshof/Vorwerk
Östlich vor der Vorburg befand sich ein Wirtschaftshof, von dem auch heute (2019) noch unter Denkmalschutz stehende Gebäude erhalten sind. Teile davon sind auf der Ansicht auf dem schönburgischen Stammbaum – um 1760 – links neben der Vorburg bereits zu sehen.

## Neogotische Schlossanlage
Als einzige neogotische Schlossanlage des Erzgebirges nannte der Volksmund das Schloss Hartenstein bis zu seiner Zerstörung am 20. April 1945 „Perle des Erzgebirges“. Es blieben nach den Bombentreffern nur Umfassungsmauern des neogotischen Kernschlosses erhalten. Am 7. Oktober 1947 sollten die Ruinen laut SMAD-Befehl durch Sprengung beseitigt werden. Dies konnte durch Denkmalschützer verhindert werden.

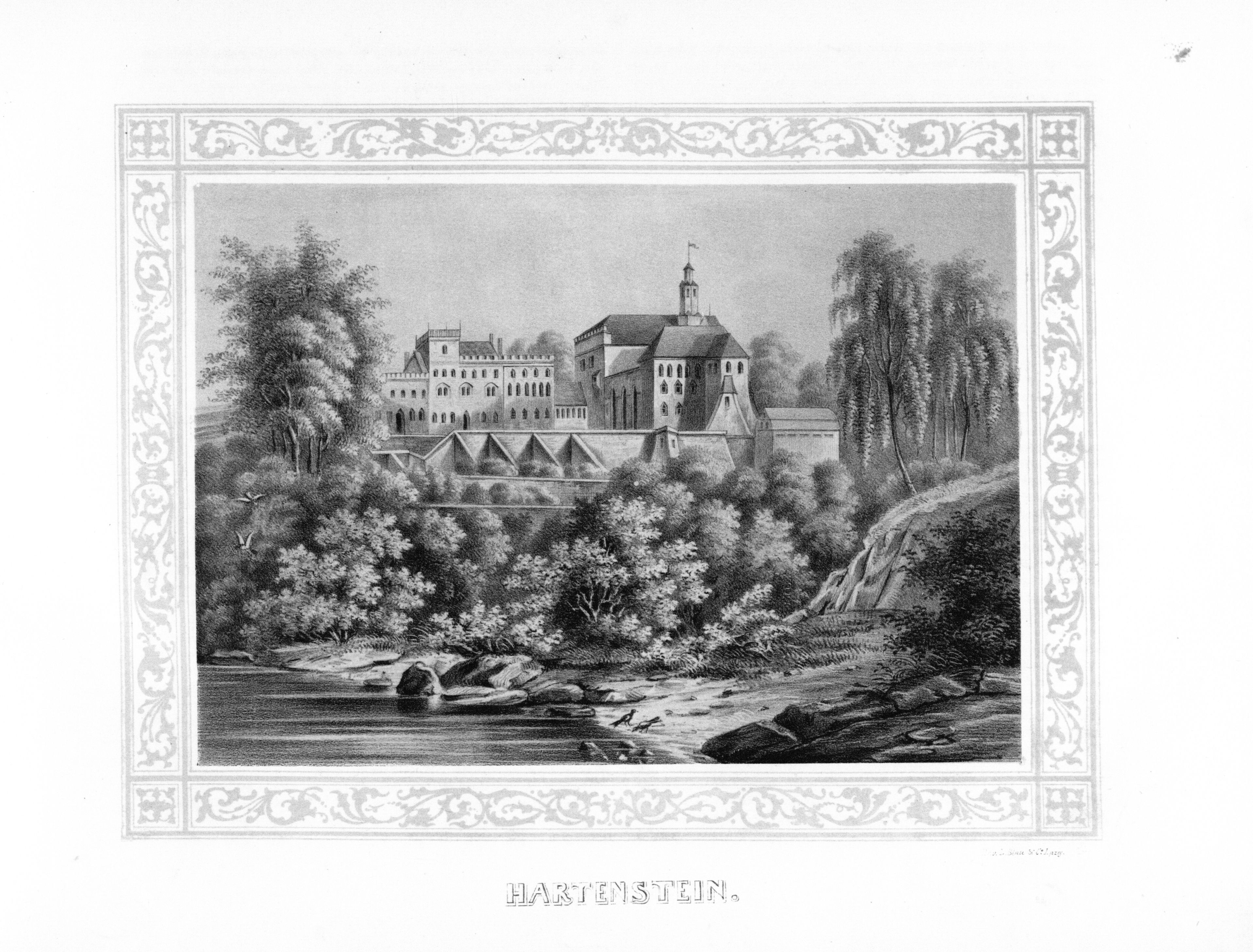
Schloss Hartenstein, spätestens 1856, Südansicht, vorn/unten rechts: Tor der Kernburg, rechts davon das Areal der Vorburg(nur ein Gebäude sichtbar)
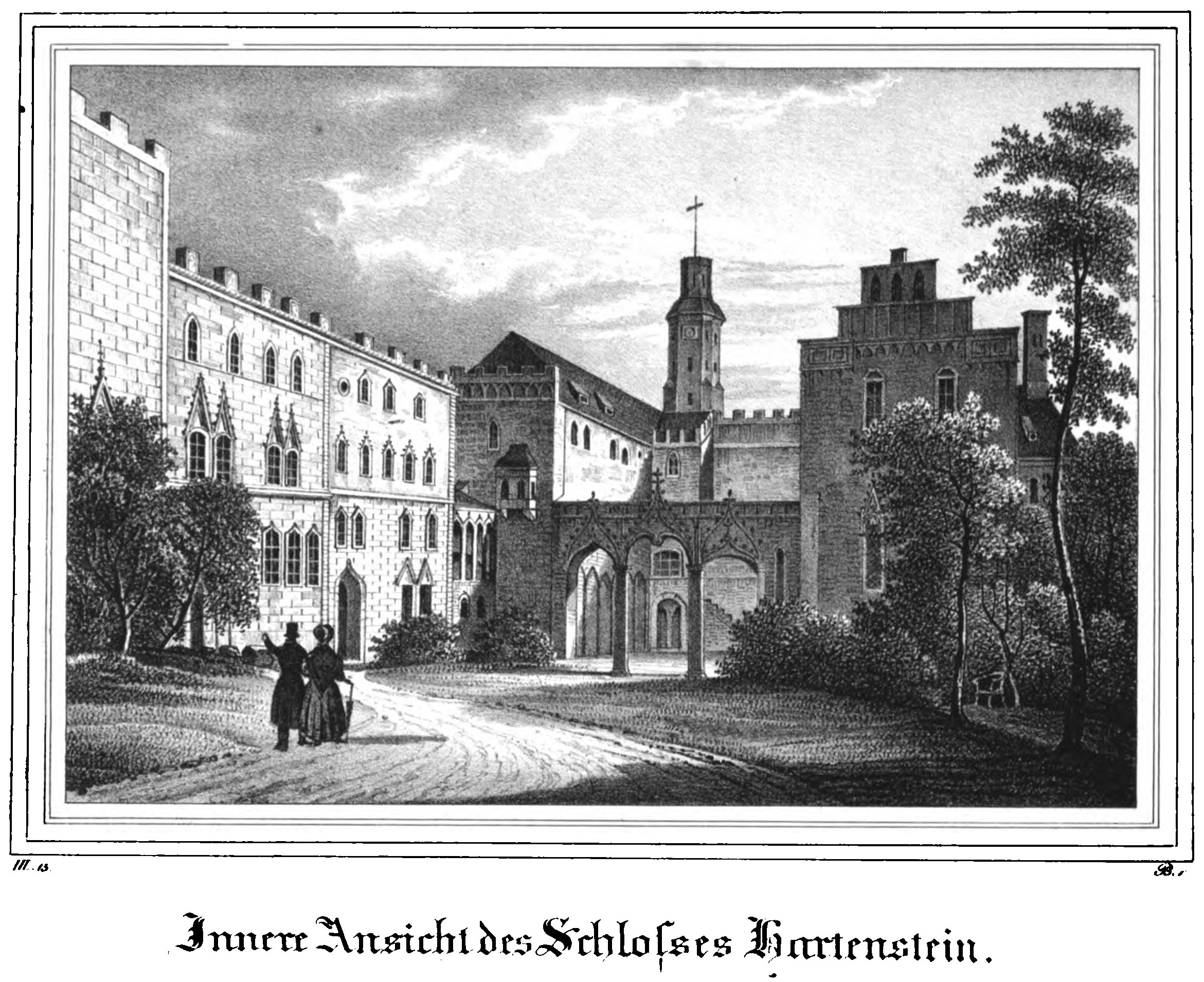
Schlosshof (Kernburg) des neogotischen Schlosses Hartenstein, Lithographie 1837, Blick nach Osten

Anfang des 19. Jahrhunderts erfolgte durch Fürst Friedrich Alfred von Schönburg ein Umbau des Renaissanceschlosses – der ehemaligen Kernburg – im Stile der Neogotik, der im frühen 20. Jahrhundert (vor 1945) teilweise rückgängig gemacht wurde.
Dieses Kernschloss bestand im Wesentlichen aus einer Dreiflügelanlage, je einem kurzen Flügel an der östlichen Südseite und an der Ostseite – zur Vorburg zu –, sowie einem langen Flügel an der Nordseite. Im Süden, Westen und Südwesten war das Kernschloss ursprünglich von einer Ringmauer mit Graben und Wall umgeben. Der Ostflügel war ein annähernd rechteckiger Gebäudetrakt, an dessen Südseite ein spätmittelalterliches gotisches Tor-Portal – mit einem schönburgischen Wappenstein darüber – den Durchgang von der Vorburg in den äußeren Schlosshof des Kernschlosses ermöglichte. An den Ostflügel schloss sich in nordwestlicher Richtung ein schmaler Nordflügel an, der die Verbindung zum Westflügel herstellte. In südlicher Richtung grenzte ein nach dem Innenhof zurückspringender Gebäudetrakt an den Westflügel. Über dem nordwestlichen Dach des Kernschlosses ragte ein kleiner Turm hinaus. Dessen unterer Teil war quadratisch, sein oberer Teil achteckig. Im 18. Jahrhundert trug der Turm eine barocke Haube. Im 19. Jahrhundert wurde die barocke Turmhaube durch überkragende Zinnen im Stile der Neogotik ersetzt.
Am westlichen Ende des kurzen Südflügels des Kernschlosses wurde der äußere (westliche) Schlosshof des Kernschlosses vom inneren (östlichen) Schlosshof durch eine Abgrenzung mittels zweier Säulen, die neogotische Bögen im Stile von Arkaden trugen, künstlerisch abgetrennt.
1872 entstanden Schäden am Schloss bei einem größeren Erdbeben.

## Bemerkenswerte Bausubstanz
- Teile der wohl gotischen Außenmauer der Kernburg im westlichen Hof der Schlossruine und an deren Nordseite.
- massives gotisches Rondell vor Ostseite der Kernburg.
- gotisches Burgtor (Torturm?) der Kernburg an deren Südostecke, mit schönburgischem Wappenstein und Jahreszahl 1530 sowie zwei erhaltenen Rollen einer Zugbrücke darüber (Ostseite).
- Ruinen/Außenmauern (teilweise zweistöckig) des Südflügels, Ostflügels und Nordflügels des Kernschlosses.
- Vorburgareal mit Teilen der Umfassungsmauer (Nordseite, Ostseite), dem gotischen Torturm mit spitzbogigem gotischem Torgewände und im Inneren über der Durchfahrt massivem Holzgebälk.
- An Nordseite des Torturmes der Vorburg wohl Anbauten eines ehemaligen Wehrganges (Rest in Fachwerkausführung) über der Umfassungsmauer.
- gemauerte Bogenbrücke vor dem Torturm der Vorburg über den Halsgraben.
- In der Vorburg und davor noch mehrere Wirtschaftsgebäude (vier Wohn- und Wirtschaftsgebäude des ehemaligen Rittergutes, siehe Obj. 09246197 – August-Bebel-Straße 30, 32, 32b, 32c – in Denkmalschutzliste). Ein Gebäude an Südostseite der Vorburg wurde wohl vor 2018 abgerissen und danach neu errichtet.

Das gesamte Schlossareal wurde als Burgstall der Vorgängerburg am 18. Januar 1971 als Bodendenkmal eingetragen.

## Ehemalige Gartenanlagen, Naturdenkmale und Denkmale
Die erhaltenen Gartenanlagen mit Terrassenmauern und Naturdenkmale (vier alte Linden – wohl gepflanzt im 19. Jahrhundert – und mehrere Hochzeitseichen) des Hartensteiner Schlossareals und Schlossberghanges stehen unter Denkmalschutz. Es existiert auch ein Gedenkstein für Fürst Alexander von Schönburg-Hartenstein (1826–1890) am Denkmalweg, errichtet nach 1890, mit der Inschrift: „Er pflegte diesen Wald mit Liebe und Verständnis“. Alle Anlagen stehen zusammen mit Schlossruine und Vorburg/Wirtschaftshof als „Sachgesamtheit Schloss Hartenstein“ unter Schutz.

### Im Vorburgareal
Im Areal der Vorburg flankieren zwei alte Linden das Tor zur Kernburg vor deren Ostseite. Des Weiteren existieren noch zwei alte Linden an anderer Stelle.
Eine Reihe alter Eichen in der Vorburg, gepflanzt im 19/20. Jahrhundert bei verschiedenen Fürstenhochzeiten, zuletzt im Jahre 1945, stehen als Einzeldenkmal auch unter Schutz.

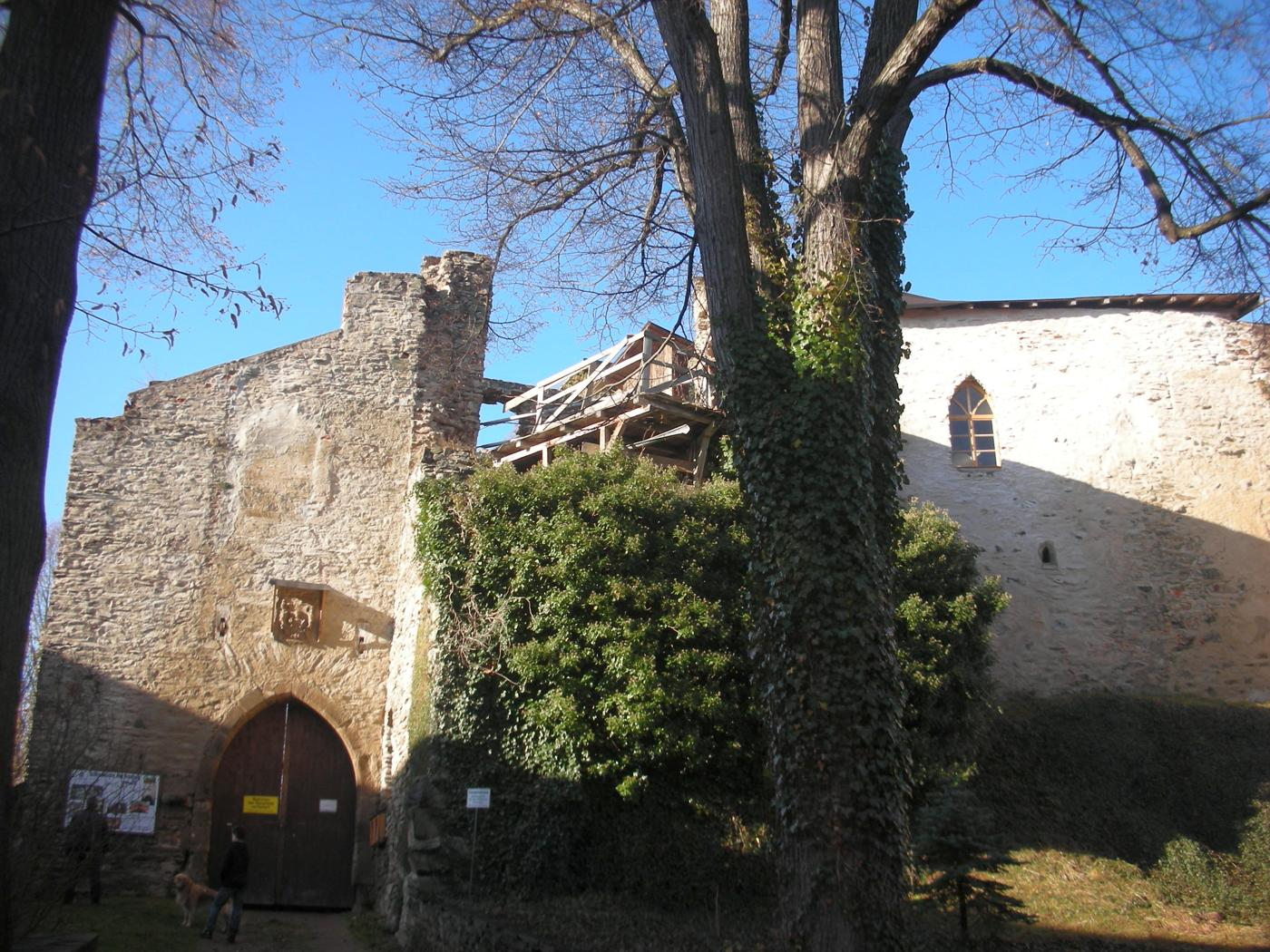
Zwei alte Linden in der Vorburg flankierend vor dem Tor der Kernburg
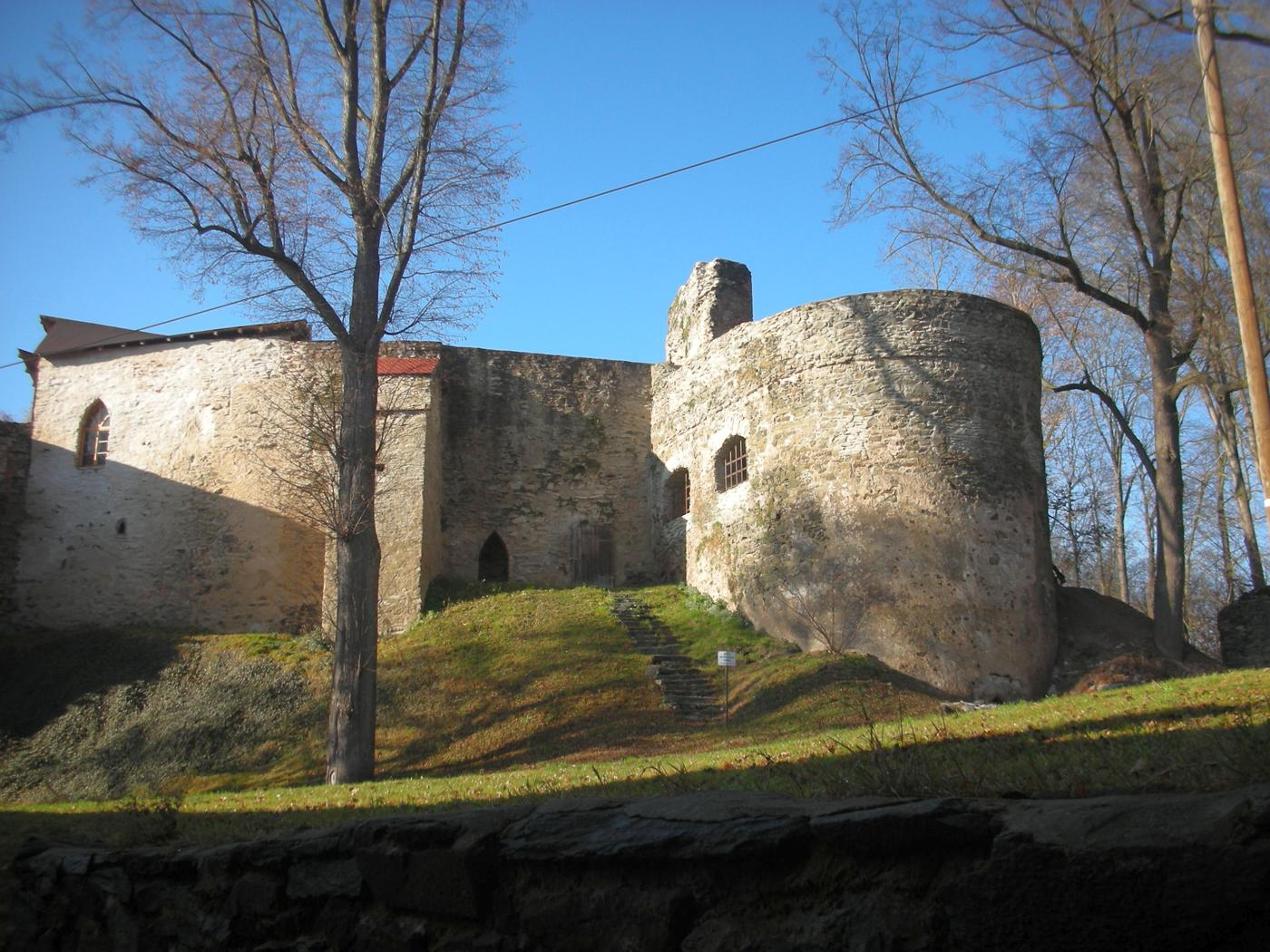
„Hochzeitseichen“ in der Vorburg vor dem Rondell der Kernburg

### Terrassengarten der Südseite

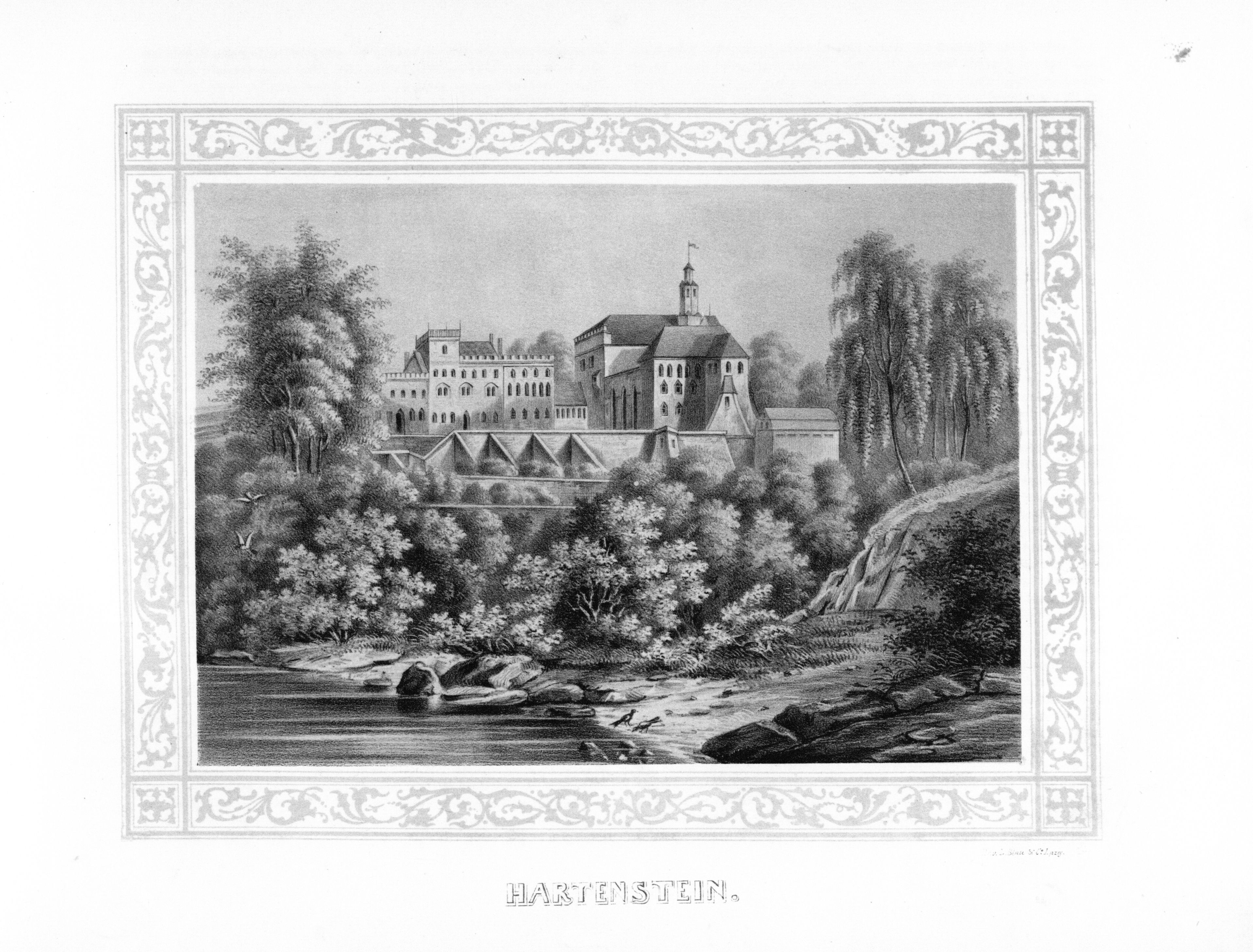
Terrassengärten an Südseite unterhalb des Kernschlosses, spätestens 1856

Südlich der Kernburg befand sich unterhalb dieser am Hang des Schlossberges ehemals eine ausgedehnte Gartenanlage, von welcher aus die Kernburg/das Schloss auch direkt erreichbar war:
Vom Aufgang zum inneren Garten (Schlossplateau) gibt es einen direkten Zugang (neogotischer Mauerdurchlass mit überdachtem Holzpodest und -treppe) zum terrassierten Südhang des Schlossberges. Der gesamte Südhang ist terrassiert. Im oberen Bereich finden sich noch breite Terrassen, nach unten schmaler werdend mit entsprechend unterschiedlich hohen Trockenmauern aus Naturstein. Diese Terrassen werden seit der DDR-Zeit als Kleingärten genutzt und sind noch mit Lauben bebaut. Auf dem Messtischblatt von 1874 ist der gesamte Schlossberg mit Obstbaumsignatur versehen.

### Ehem. westlicher Garten und Garten im Kernschloss
Westlich der Kernburg muss auch eine gartenähnliche Anlage unterhalb des Schlossberges zeitweise bestanden haben. Einige Ziersträucher sind an der Nord- und Westmauer sowie in der Abzweigung des hangabwärtsführenden Weges als Bepflanzungsrelikte davon erhalten geblieben.
Des Weiteren war der westliche Schlosshof des Kernschlosses ehemals als Garten gestaltet. Das Messtischblatt von 1922 in der Ausgabe von 1943 zeigt eine kleine Gartenfläche mit Rondell auf dem westlichen Schlossplateau umgeben von den Umfassungsmauern, den inneren Garten des Schlosses. Letzteres Areal wird seit der DDR-Zeit als Freilichtbühne genutzt. Der innere Garten auf dem Schlossplateau existiert heute nur noch als eine große Freifläche ohne Wege und Anpflanzungen. Er wird noch als Freilichtbühne genutzt.

## Freilichtbühne der DDR im Kernschloss
Nach 1945 wurde während der DDR-Zeit durch das Nationale Aufbauwerk (NAW) für 40.000 Mark der westliche Schlosshof/ehem. Garten zur Freilichtbühne umgestaltet. Hier fanden öffentliche Veranstaltungen wie Theateraufführungen statt.

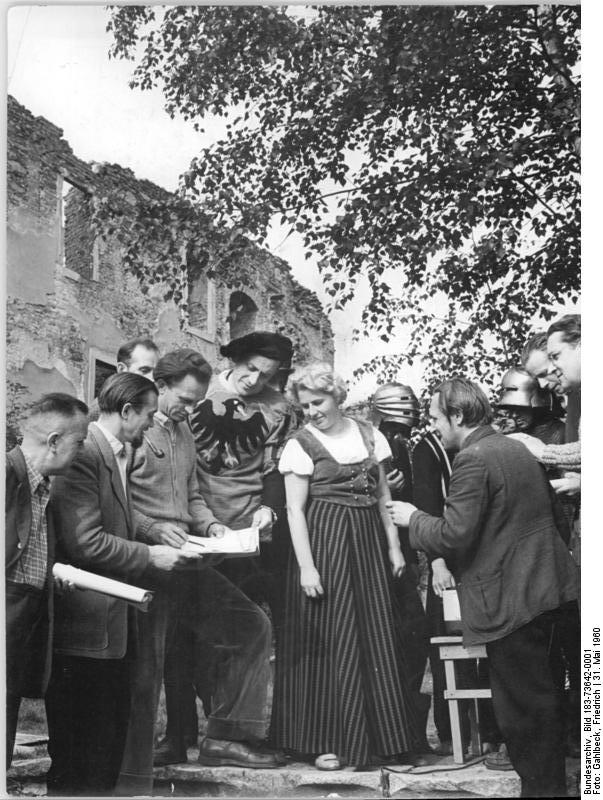
„Bauerntheater Hartenstein“ mit seinem Leiter Fritz Arnold, 1960 in der Schlossruine
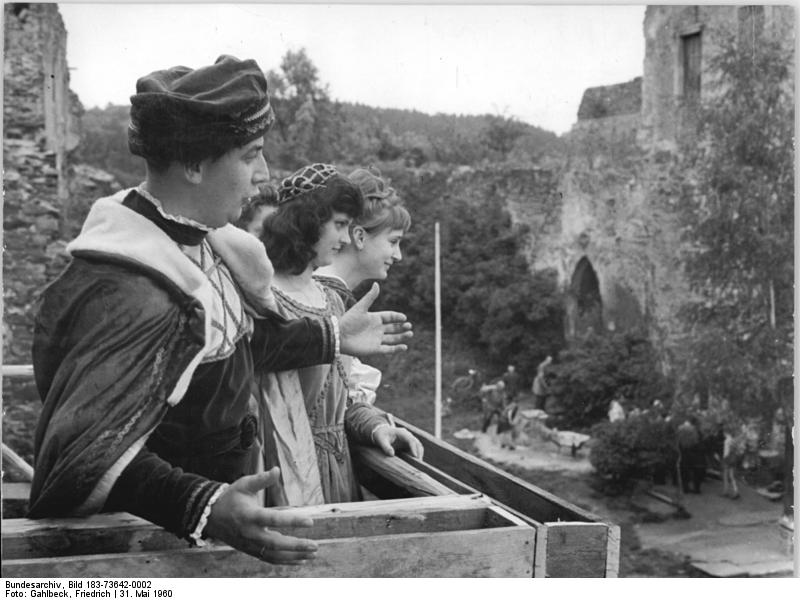
Ebensolches 1960

## Sagen
Die Sage Der Hartensteiner Freischütz hat Bezug zum Hartensteiner Schloss und dem Schlossherrn Graf Otto Albert von Schönburg.

## Sonstiges
Es bestehen historische Zusammenhänge zur nordböhmischen Burg Hartenstein (ursprünglich: Neuhartenstein), sowie zur älteren Burg Hungerberg im gleichen Ort.